# کارولین لوگر
کارولین لوگر زیست‌شیمیدان و زیست‌فیزیکدان اتریشی-آمریکایی است که به‌خاطر پژوهش‌هایش دربارهٔ نوکلئوزوم‌ها و کشف ساختار سه‌بعدی کروماتین شناخته می‌شود. او استاد ممتاز دانشگاه کلرادو بولدر در دانشکده زیست‌شناسی شیمیایی است.

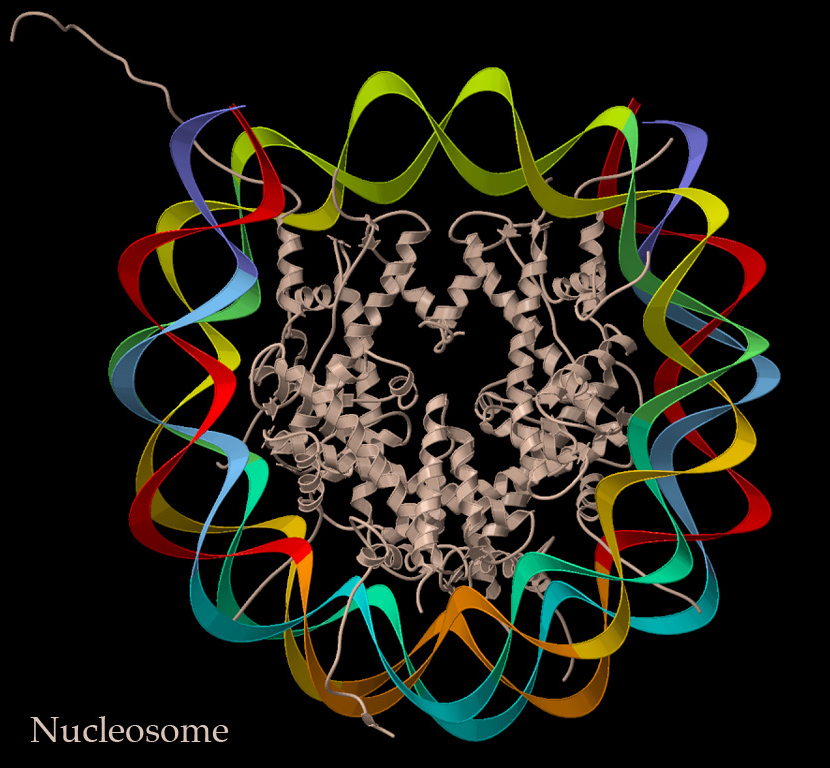
ساختار سه‌بعدی نوکلئوزوم، پروتئین‌های هیستونی در مرکز و دی‌ان‌ای در اطراف آن

## زندگی
لوگر کوچک‌ترین فرزند خانواده پس از چند برادر بود. با این‌که به ریاضی، الکترونیک یا فیزیک مانند برادرانش علاقه‌ای نداشت، اما مجذوب زیست‌شناسی شد. او گفته‌است که در دوران مدرسه راهنمایی تصمیم گرفت دانشمند شود، زیرا متوجه شد که «هنوز همه‌چیز شناخته‌شده نیست». در دوران جوانی در اتریش، لوگر به یک دبیرستان زبان‌های خارجی رفت و در آن‌جا در رشتهٔ زبان‌های خارجی تخصص یافت. لوگر ازدواج کرده و یک دختر دارد.

## تحصیلات
لوگر مدرک کارشناسی علوم خود را در رشتهٔ میکروبیولوژی و مدرک کارشناسی ارشد علوم را در رشتهٔ زیست‌شیمی از دانشگاه اینسبروک دریافت کرد. او مدرک دکترای تخصصی خود را در رشته‌های زیست‌شیمی و زیست‌فیزیک از دانشگاه بازل اخذ کرد.

## حرفه
در سال ۱۹۹۷، لوگر به‌عنوان پژوهشگر پسادکترا همراه با تیموتی جی. ریچموند، نویسندهٔ اول مقاله‌ای شد که نخستین ساختار تعیین‌شده برای نوکلئوزوم را توصیف کرد. این ساختار با استفاده از پراش پرتو ایکس کشف شد. او همچنین پیشنهاد کرد که پیوندهای بین هیستون و دی‌ان‌ای در نقاطی که تماس کمتری میان هیستون و دی‌ان‌ای وجود دارد، ضعیف‌تر هستند؛ این فرضیه در مقاله‌ای در سال ۲۰۰۹ توسط میشل وانگ تأیید شد. پس از چند سال فعالیت در مؤسسه فناوری فدرال سوئیس، لوگر در سال ۱۹۹۹ توسط دانشگاه ایالتی کلرادو استخدام شد. پژوهش‌های او در آن‌جا شامل بررسی‌های گسترده‌تری بر ساختار سه‌بعدی نوکلئوزوم بود. نوکلئوزوم، واحد بنیادی ماده ژنتیکی کروماتین که کروموزوم‌ها را تشکیل می‌دهد، از دی‌ان‌ای پیچیده‌شده به دور دیسکی از پروتئین‌ها ساخته شده‌است. در سال ۲۰۰۵، لوگر و کنت کی با استفاده از پراش پرتو ایکس سازوکار ویروسی را تعیین کردند که باعث سارکوم کاپوزی می‌شود؛ نوعی سرطان که بافت پیوندی زیرپوستی را تحت تأثیر قرار می‌دهد. این ویروس به کروماتین می‌چسبد و ماده ژنتیکی خود را وارد می‌کند، که سپس همراه با دی‌ان‌ای سلول نسخه‌برداری می‌شود. لوگر و کی نشان دادند که ویروس می‌تواند از کروماتین به‌عنوان یک «سکوی لنگر» استفاده کند.
از سال ۲۰۱۰، لوگر مطالعات گسترده‌ای دربارهٔ هیستون‌ها انجام داده و به بررسی ارتباط میان پروتئین شپرون آن‌ها و استیلاسیون، همچنین ساختارهای واریانت، پرداخته‌است. هیستون‌ها در روند بیان ژن نقش دارند و موقعیت آن‌ها که توسط پروتئین‌های شاپرون تعیین می‌شود، در ایفای این نقش حیاتی است. این پروتئین‌ها همچنین می‌توانند ساختار کلی نوکلئوزوم را تغییر دهند. تغییرات ایجادشده در هیستون‌ها، از جمله استیلاسیون، متیلاسیون و فسفریلاسیون، به‌دلیل نقش آن‌ها در فعال‌سازی یا غیرفعال‌سازی ژن‌ها، بسیار اهمیت دارند. در سال ۲۰۰۸، لوگر مطالعه‌ای منتشر کرد که نشان داد تغییرات فیزیکی در نوکلئوزوم هنگام متیله‌شدن دی‌ان‌ای رخ نمی‌دهند. پژوهش‌های لوگر تا سال ۲۰۱۲ شامل حوزه‌های دیگری نیز در زمینه کروماتین می‌شوند، از جمله روندهای تکثیر دی‌ان‌ای، رونویسی، بازآرایی دی‌ان‌ای و ترمیم دی‌ان‌ای در کروماتین. گروه پژوهشی او همچنین آزمون‌های گوناگونی برای بررسی ساختار کروماتین طراحی کرده‌اند تا به‌عنوان مکمل پراش پرتو ایکس سنتی به کار روند. یکی دیگر از زمینه‌های پژوهشی مرتبط برای گروه او، علت ژنتیکی سندرم رت است که ژن MECP2 را دربرمی‌گیرد. این ژن پروتئینی را رمز می‌کند که به گروه‌های متیل در کروماتین متصل می‌شود و ساختار آن را تغییر می‌دهد.

### افتخارات
لوگر در طول دوران حرفه‌ای خود جوایز بسیاری دریافت کرده‌است. او در سال ۱۹۹۹، نخستین سال حضورش به‌عنوان استاد در دانشگاه ایالتی کلرادو، برندهٔ جایزهٔ پژوهشگر سرل شد. در سال ۲۰۰۳، او به‌عنوان استاد مونفورت (Monfort) انتخاب شد و از سوی دانشگاه، سالانه ۷۵٬۰۰۰ دلار به مدت دو سال برای تحقیقاتش دریافت کرد. دو سال بعد، لوگر به‌عنوان پژوهشگر مؤسسه پزشکی هاورد هیوز منصوب شد. در سال ۲۰۰۷، او جایزهٔ علمی ایالت فورآرلبرگ اتریش را دریافت کرد. از سال ۲۰۰۸ تا ۲۰۱۲، لوگر عضو هیئت مشاوران مؤسسهٔ ملی علوم پزشکی عمومی بود.
او همچنین در طول حرفه‌اش، چندین کمک‌هزینهٔ پژوهشی معتبر دریافت کرده‌است، از جمله کمک‌هزینهٔ پنج‌ساله از سوی «مؤسسهٔ ملی سلامت» و کمک‌هزینه‌ای به مبلغ ۱٫۲ میلیون دلار از «بنیاد دابلیوام کِک».
در سال ۲۰۰۷، لوگر به‌عنوان «استاد ممتاز دانشگاه ایالتی کلرادو» معرفی شد.
در سال ۲۰۱۲، لوگر به‌عنوان سخنران ملی نشست سال ۲۰۱۳ انجمن زیست‌فیزیک برگزیده شد.
در سال ۲۰۱۴، لوگر به‌عنوان پژوهشگر برجستهٔ سال از سوی انجمن زیست‌فیزیک برگزیده شد.
در سال ۲۰۱۷، لوگر به عضویت فرهنگستان آمریکایی هنرها و علوم درآمد.
در سال ۲۰۱۸، لوگر به عضویت فرهنگستان ملی علوم انتخاب شد.
در سال ۲۰۲۳، لوگر به‌عنوان استاد ممتاز دانشگاه کلرادو معرفی شد.
در همین سال، لوگر همراه با دانیلا رودز و تیموتی جِی. ریچموند برندهٔ جایزهٔ انجمن برندگان جهان را برای کشف ساختار نوکلئوزوم در سطح اتمی شدند.